# 9364 Клузіус
9364 Клузіус (9364 Clusius) — астероїд головного поясу, відкритий 23 квітня 1992 року.
Тіссеранів параметр щодо Юпітера — 3,326.